# Jim Shooter

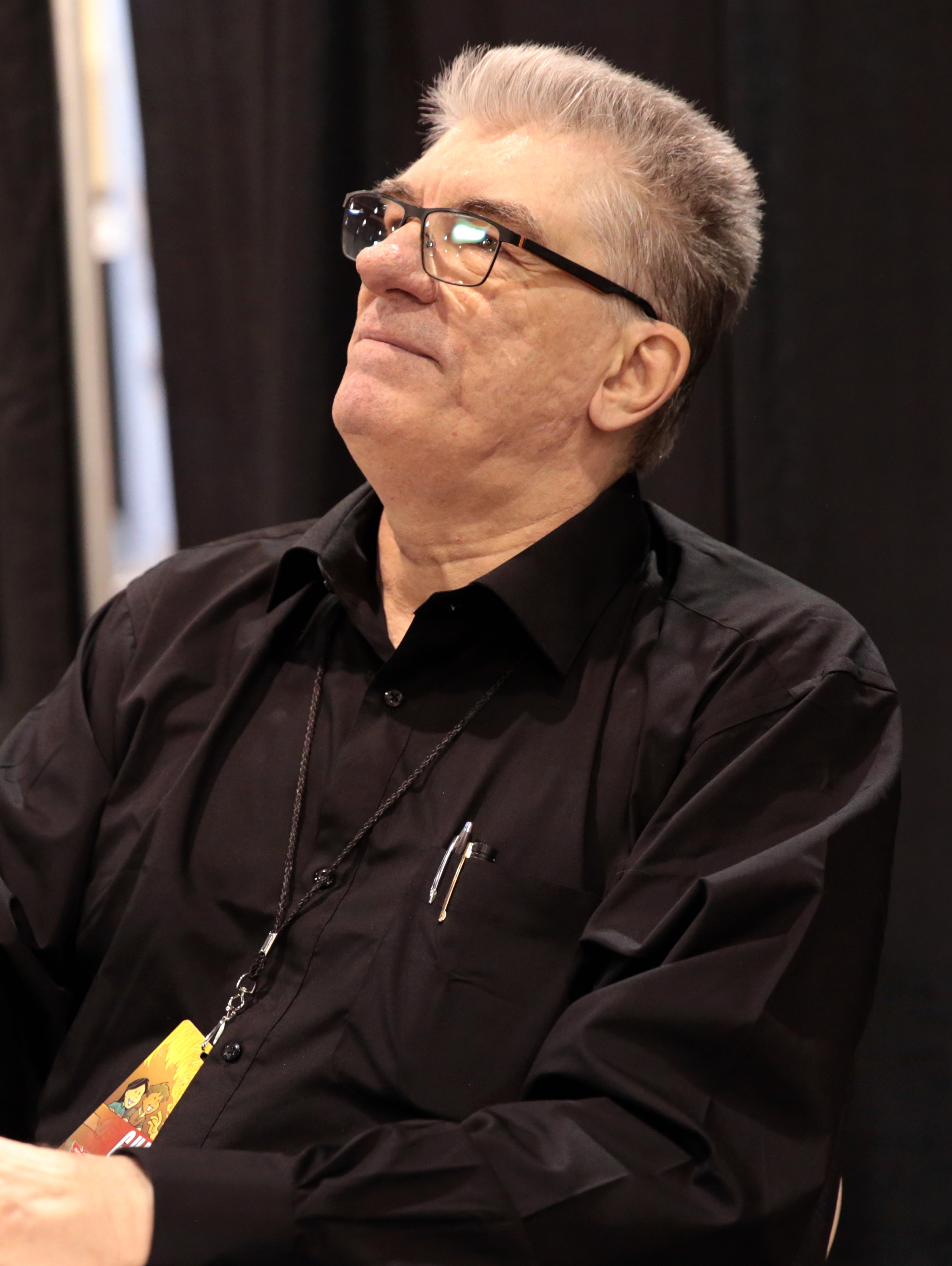
Jim Shooter, 2017

James Shooter (* 27. September 1951 in Pittsburgh; † 30. Juni 2025) war ein US-amerikanischer Comicautor.

## Leben
Mit 14 Jahren begann er bei DC Comics als Autor der Serie Legion of Super-Heroes. 1978 wurde er Editor in chief bei Marvel Comics und führte Marvel mit neuen Ideen und Comic-Titeln zum Erfolg. Shooter war Mitgründer von Valiant Comics, die Anfang der 1990er Jahre zu großem Erfolg gelangten. Nach seinem Weggang ging Valiant allmählich unter.
Shooter starb am 30. Juni 2025 im Alter von 73 Jahren, nach einem langen Kampf gegen Speiseröhrenkrebs.